# Michael Kuen (Baumeister)
Michael Kuen (* um 1610; † 10. September 1686 in Bregenz) war ein österreichischer Architekt/Baumeister der Barockzeit und übte in Bregenz die Funktion eines Stadtbaumeisters aus.

## Familie
Die vier Brüder Hans, Jakob, Michael und Kaspar Kuen waren allesamt Baumeister in der damals zu Vorarlberg gehörenden Herrschaft Hohenegg. Anfang der 1630er Jahre zogen sie nach Bregenz, wo Jakob ab 1638 zusammen mit seinen Brüdern Michael und Kaspar das Kapuzinerkloster (samt Kirche) des hl. Antonius von Padua an der Kirchstraße erbaute. Michaels Sohn Johann Georg (1642–1691) wurde führender Architekt des Klosters Einsiedeln und schuf die Pläne für die Jesuitenkirche Solothurn und die Benediktinerstiftskirche Pfäfers. Dessen Sohn und Enkel Michael Kuens Franz Anton Kuen (* 7. August 1679 in Bregenz; † 17. August 1742 in Weingarten) wurde der bedeutendste Bildhauer Vorarlbergs des 18. Jahrhunderts.

## Realisierungen
- Ab 1638 Kapuzinerkloster (samt Kirche) des hl. Antonius von Padua in Bregenz, zusammen mit seinen Brüdern Jakob und Kaspar.
- 1662 Altes Rathaus von Bregenz; freistehender Fachwerkbau mit hohem Spitzgiebel.
- 1662 bis 1676 Wallfahrtskirche Maria Bildstein in Bildstein bei Bregenz; frühbarocke Wallfahrtskirche „Zu Unserer Lieben Frau Maria Heimsuchung“. 1692 erbaute auf der Westseite die inzwischen berühmt gewordene Auer Zunft die für Vorarlberg einzige barocke Doppelturmfassade. Die Kirche wird als bedeutendster Vorarlberger Barockbau angesehen.
- Ab 1667 Altes Schloss in Tettnang, als Residenz der Grafen von Montfort erbaut und heute als Rathaus genutzt.
- 1672/1673 Turmabschluss der Stadtpfarrkirche St. Gallus in Bregenz, nach dem Plan von Architekt Sebastian Greuter
- 1674–1677 Um- und Neubau des Franziskanerinnenklosters Thalbach in Bregenz, gemeinsam mit Baumeister Michael Thumb aus Bezau.

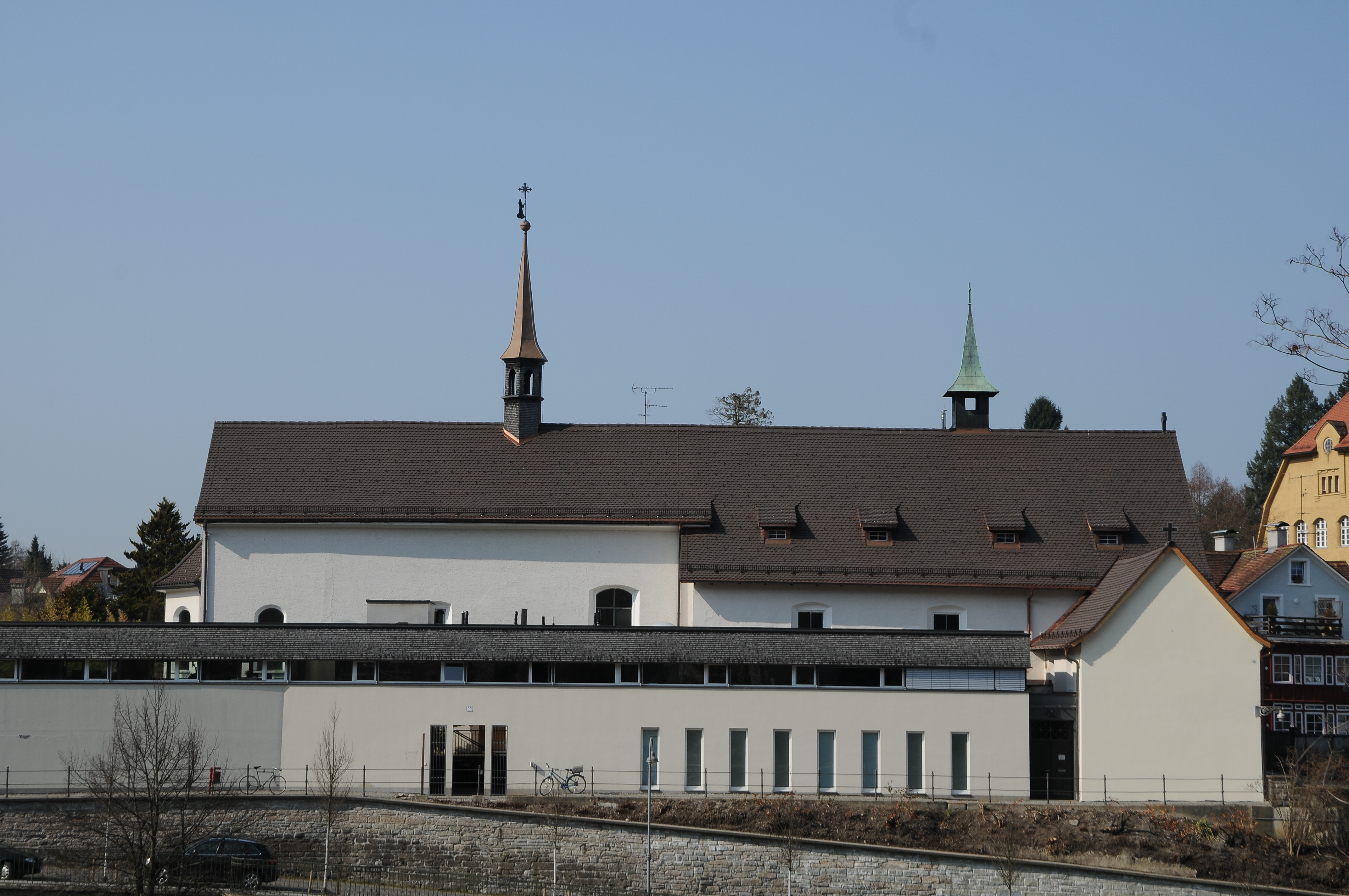
Kapuzinerkloster St. Antonius von Padua in Bregenz
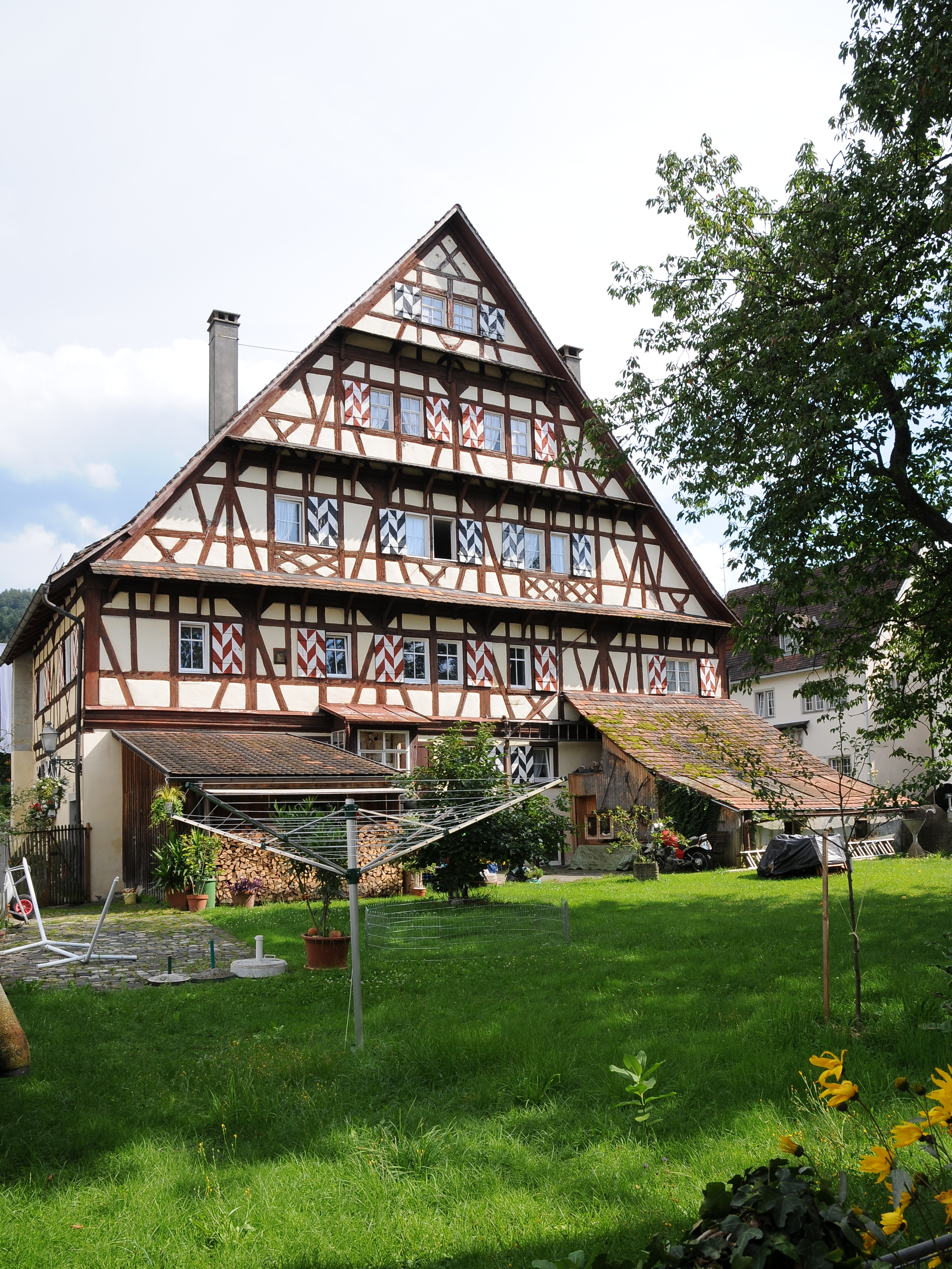
Altes Rathaus von Bregenz
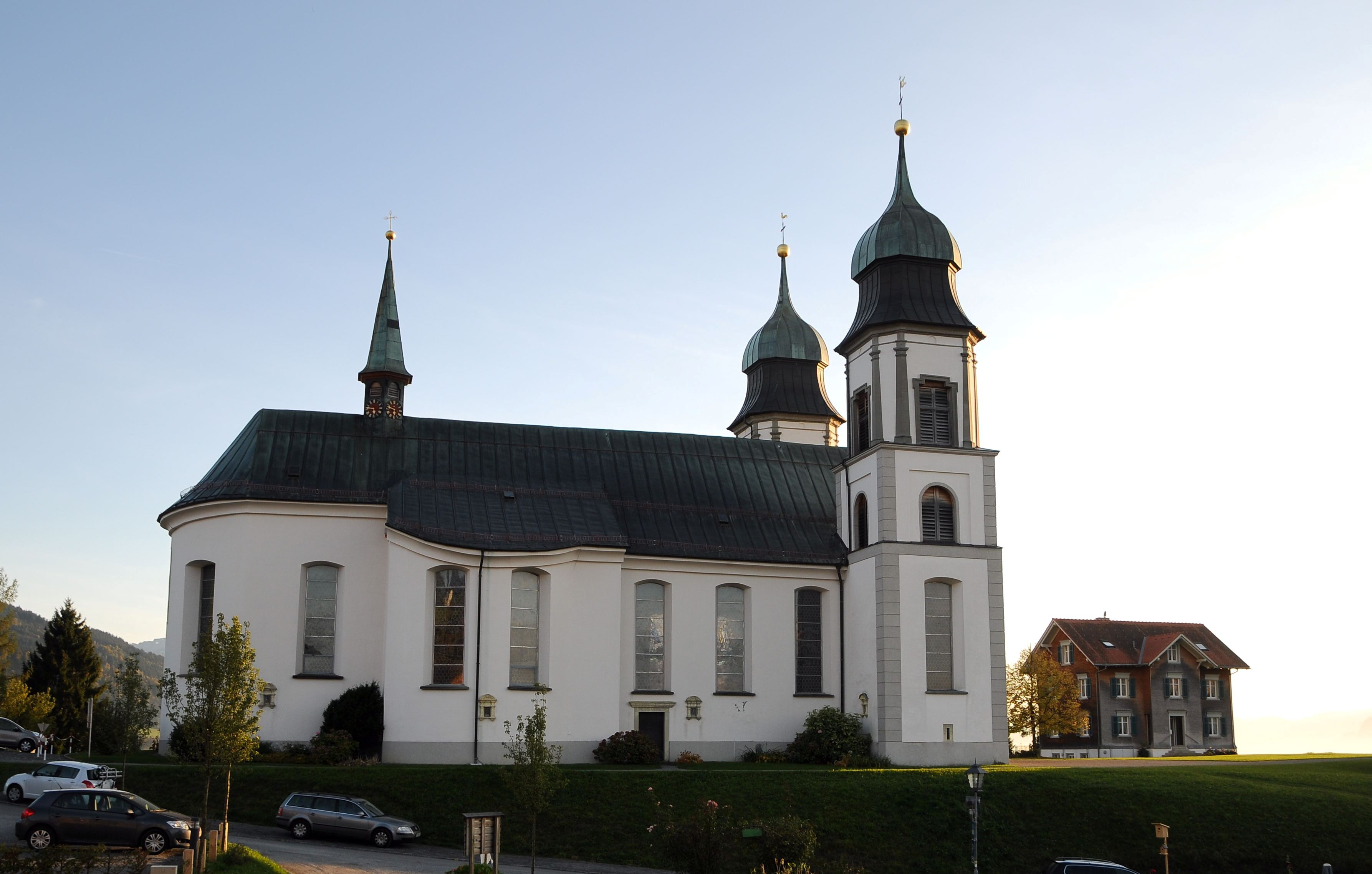
Wallfahrtskirche Mariä Heimsuchung in Bildstein
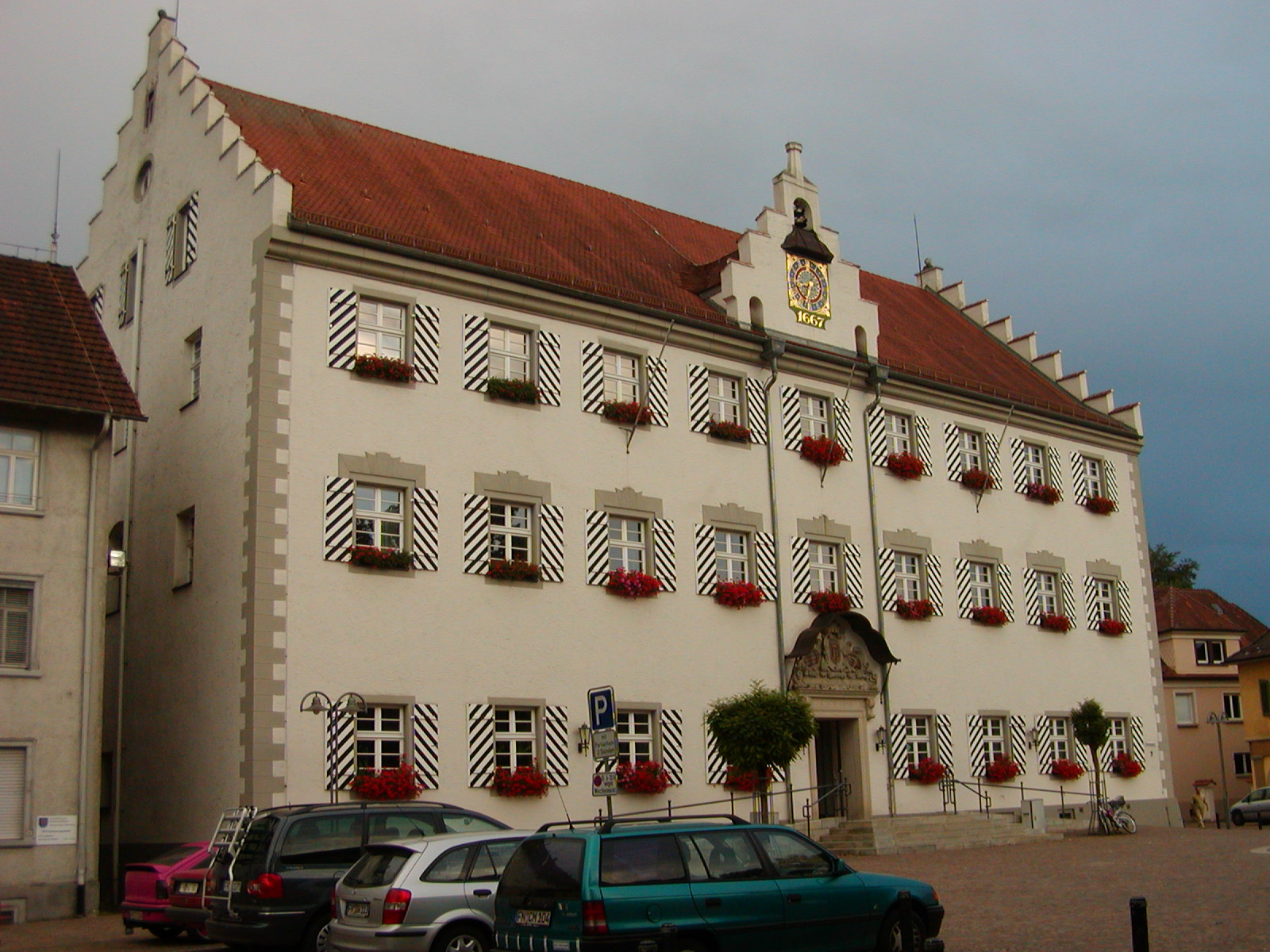
Rathaus von Tettnang (Altes Schloss)
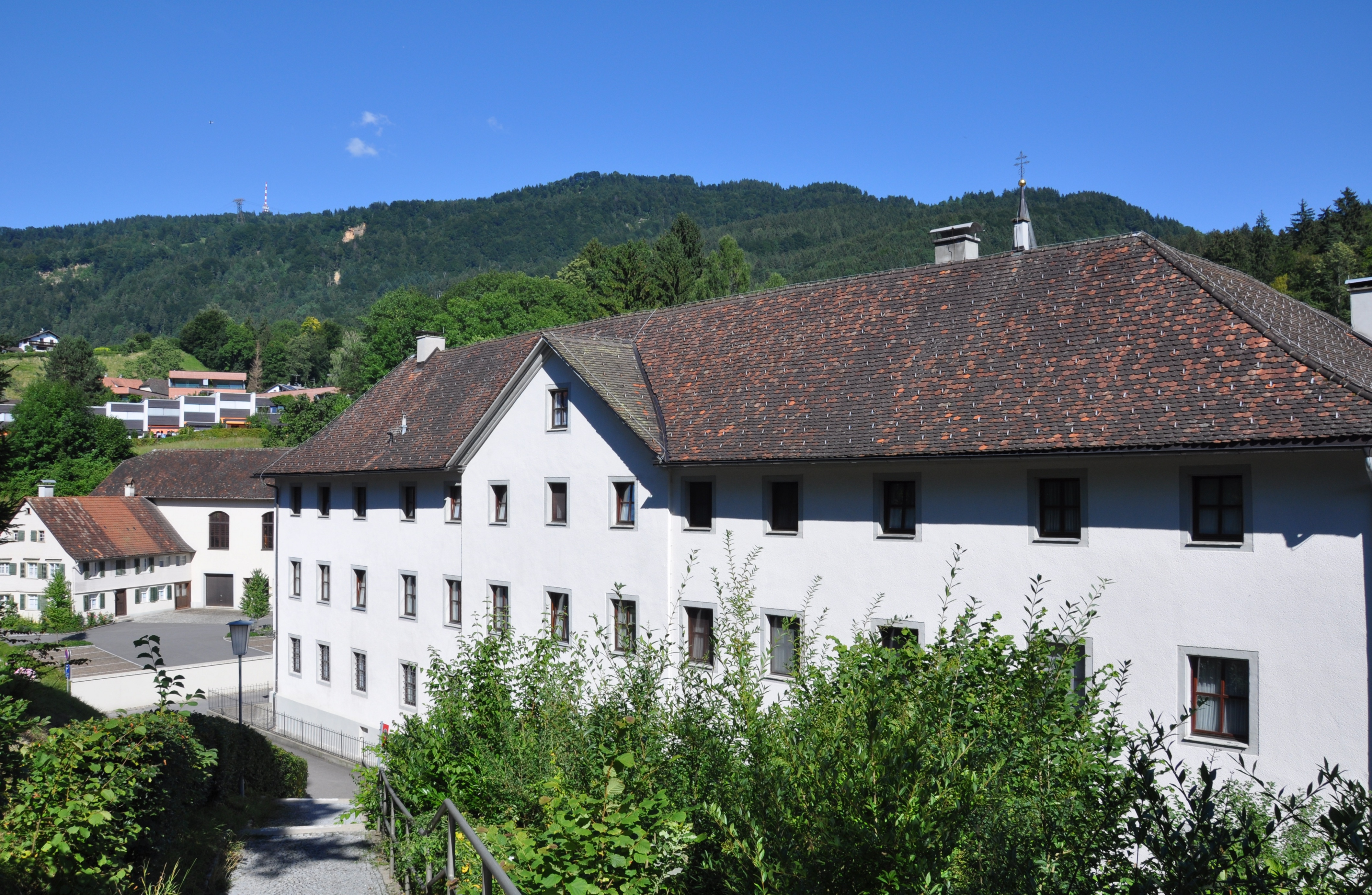
Kloster Thalbach in Bregenz